# Сварковский сельский совет (Глуховский район)
Сварковский сельский совет (укр. Сварківська сільська рада) — входит в состав
Глуховского района
Сумской области
Украины.
Административный центр сельского совета находится в 
с. Сварково
.

## Населённые пункты совета
- с. Сварково